# 李彥頵
李彦頵（908年—959年10月14日），字德循，五代十国后周官员，太原人。
李彦頵本以商贾为业，郭威镇守邺都，将他安置在左右，郭威即位，李彦頵历任绫锦副使、搉易使。周世宗嗣位，因与李彦頵有旧交，提拔他担任内客省使。不久，知相州军府事，改任延州兵马留后。到镇后，以聚敛财货为意，侵夺蕃汉部人，扰动民心。周世宗南征，蕃部聚集，围攻延州城，李彦頵闭城自守，向周边方镇求援，救兵前来，才得以解围。周世宗不高兴，征召他赴京师，但还是加以庇护，没有追责。后为西京水南巡检使，不久后，命他权知泗州军州事，改任沧州两使留后。李彦頵到任，处置不得方。显德六年秋，到任期回京，在九月初十壬子日得病去世，时年五十二岁。